# Conferenza sul futuro dell'Europa

Bandiera dell'Unione europea

La Conferenza sul futuro dell'Europa è una conferenza proposta nel 2019 che sarebbe dovuta iniziare il 9 maggio 2020, ma che, a causa della pandemia di COVID-19, è stata rinviata al 9 maggio 2021, nel giorno europeo, 71 anni dopo la dichiarazione di Schuman.
La conferenza dovrebbe servire a rilanciare il progetto democratico europeo e dell'Unione europea, andando a coinvolgere tutti i cittadini europei e la società civile, non precludendo una revisione dei trattati fondanti la stessa UE, considerando che l'ultima revisione dei Trattati risale al 2007 con la firma del Trattato di Lisbona. 
Dopo mesi di stallo causati dalla pandemia, il 3 febbraio 2021, tutti i 27 Stati membri hanno accettato la proposta del presidente portoghese António Costa (Presidente di turno del Consiglio dell'Unione europea) secondo cui la conferenza dovrà essere unitamente organizzata dalle tre principali istituzioni europee (Commissione europea, Parlamento europeo e Consiglio europeo) e da un comitato esecutivo.